# Očage
Očage (cyr. Очаге) – wieś w Serbii, w okręgu maczwańskim, w gminie Bogatić. W 2011 roku liczyła 399 mieszkańców.